# Almighty Thor
Pour plus de détails, voir Fiche technique et Distribution.
Almighty Thor (littéralement traduit par Thor tout-puissant) est un téléfilm américain réalisé par Christopher Ray, distribué par The Asylum et diffusé le 7 mai 2011 sur Syfy. C'est un mockbuster du film Thor de Kenneth Branagh.

## Synopsis
Le dieu démon Loki détruit la forteresse du Valhalla, vole le marteau de l'invincibilité, Mjöllnir et tue Odin et Baldr. Thor doit alors empêcher Loki de provoquer le Ragnarök, ce qui aurait pour conséquence de détruire la Terre et l'Arbre de vie.

## Fiche technique
- Titre : Almighty Thor
- Réalisation : Christopher Ray
- Scénario : Erik Estenberg
- Production : David Michael Latt, David Rimawi et Paul Bales
- Musique : Chris Ridenhour
- Photographie : Alexander Yellen
- Société de production : The Asylum
- Durée du film : 92 minutes
- Genre: Fantastique, aventure, action

## Distribution
- Cody Deal (en) : Thor
- Richard Grieco : Loki
- Patricia Velásquez : Járnsaxa
- Kevin Nash : Odin
- Nicole Fox : la norne rousse
- Jess Allen : Baldr
- Chris Ivan Cevic : Heimdall
- Rodney Wilson : Hrothgar
- Kristen Kerr : Herja (en)

## Production

### Lieux de tournage
Le film a été tourné en Californie :
- Au Ernest E. Debs Regional Park (en) et au Bronson Canyon à Los Angeles
- Au Rubel Castle (en) à Glendora